# Laurasiateris
Els laurasiateris (Laurasiatheria) són un clade amb la categoria de cohort o superordre, de l'infraclasse de mamífers euteris. Es basa en anàlisis de les seqüències genètiques moleculars i informació de la presència o absència de retrotransposons. Deuen el seu nom a la teoria que diu que evolucionaren al supercontinent de Lauràsia, després que se separés de Gondwana quan Pangea se separà. És un grup germà dels euarcontoglirs.

## Cladograma
Aquesta és la filogènesi d'acord amb les dades genètiques i morfològiques:
|  | Pholidota |
|  |           |
|  | Carnivora |
|  |           |

|  | Perissodactyla                 |
|  |                                |
|  | Cetartiodactyla (Artiodactyla) |
|  |                                |

|  | Pholidota |
|  |           |
|  | Carnivora |
|  |           |

|  | Perissodactyla                 |
|  |                                |
|  | Cetartiodactyla (Artiodactyla) |
|  |                                |

|  | Pholidota |
|  |           |
|  | Carnivora |
|  |           |

|  | Perissodactyla                 |
|  |                                |
|  | Cetartiodactyla (Artiodactyla) |
|  |                                |

|  | Pholidota |
|  |           |
|  | Carnivora |
|  |           |

|  | Perissodactyla                 |
|  |                                |
|  | Cetartiodactyla (Artiodactyla) |
|  |                                |

|  | Pholidota |
|  |           |
|  | Carnivora |
|  |           |

|  | Perissodactyla                 |
|  |                                |
|  | Cetartiodactyla (Artiodactyla) |
|  |                                |

|  | Pholidota |
|  |           |
|  | Carnivora |
|  |           |

|  | Perissodactyla                 |
|  |                                |
|  | Cetartiodactyla (Artiodactyla) |
|  |                                |

|  | Pholidota |
|  |           |
|  | Carnivora |
|  |           |

|  | Perissodactyla                 |
|  |                                |
|  | Cetartiodactyla (Artiodactyla) |
|  |                                |

|  | Pholidota |
|  |           |
|  | Carnivora |
|  |           |

|  | Perissodactyla                 |
|  |                                |
|  | Cetartiodactyla (Artiodactyla) |
|  |                                |